# Josip Šimunić (Fußballspieler)
Josip „Joe“ Šimunić [ˈjɔsip ˈʃimunitɕ] (* 18. Februar 1978 in Canberra, Australien) ist ein ehemaliger kroatischer Fußballspieler und heutiger -trainer.

## Hintergrund
Šimunićs Eltern sind Bosnische Kroaten und stammen aus dem Dorf Otigošće bei Fojnica in der ehemaligen SR Bosnien und Herzegowina der SFR Jugoslawien. Sein Vater arbeitete vor seiner Auswanderung nach Australien 16 Monate in der Bundesrepublik Deutschland. Im Jahr 1974 wanderte er mit seiner Frau aus Europa aus und ließ sich in Australien nieder.

## Spielerkarriere

### Verein
Šimunić absolvierte das Förderprogramm des Australian Institute of Sport und begann daraufhin seine Karriere bei den Melbourne Knights. 1996 wurde er als NSL Youth Player of the Year ausgezeichnet. Nach einem dreimonatigen Intermezzo beim Melbourner Klub Carlton SC wechselte er zum 1. November 1997 zum Hamburger SV. Dort debütierte er am 2. Mai 1998, als er beim 1:0-Auswärtssieg gegen Borussia Dortmund in der 84. Minute für Jacek Dembiński eingewechselt wurde. Šimunić blieb bis Januar 2000 beim HSV, kam aber verletzungsbedingt nur zu acht Bundesligaeinsätzen.
In der Winterpause der Saison 1999/2000 wechselte er zu Hertha BSC, wo er erstmals die ihm inzwischen angestammte Rückennummer 14 trug. Nach einer durchwachsenen ersten Saison erarbeitete sich Šimunić zu Beginn der Saison 2001/02 einen Stammplatz, den er, abgesehen von verletzungsbedingten Pausen, bis zum Ende seines Engagements bei der Hertha behauptete. Trotz seiner Kopfballstärke dauerte es bis zum 2. Dezember 2006, bis er im Auswärtsspiel gegen Werder Bremen sein erstes Bundesligator erzielte. Vom kicker wurden ihm „überragende Technik“, „imposante Übersicht“ und insgesamt „internationale Klasse“ bescheinigt und er wurde in den Spielzeiten 2004/05 und 2008/09 zum besten Innenverteidiger der Bundesliga gekürt. Šimunić absolvierte insgesamt 222 Bundesligaspiele für die Berliner, mit denen er auch mehrfach die internationalen Wettbewerbe erreichte.
Zur Saison 2009/10 wechselte er für eine Ablösesumme von 7 Millionen Euro zur TSG 1899 Hoffenheim. Nachdem er in seiner ersten Saison unumstrittener Stammspieler war, kam er in der Saison 2010/11 nach einer Verletzung nur noch unregelmäßig zum Einsatz. Nachdem Šimunić öffentlich einen Wechsel in Erwägung gezogen und bekundet hatte, mit seiner Situation im Verein unzufrieden zu sein, suspendierte ihn der Verein im März 2011 vom Mannschaftstraining, bis sich der Spieler kurze Zeit später geläutert zeigte.
Am 31. August 2011 wechselte Šimunić nach Kroatien zu Dinamo Zagreb, wo er am 14. Dezember 2014 seine Karriere als aktiver Fußballer beendete.

### Nationalmannschaft
Obwohl Šimunić in Australien geboren und aufgewachsen ist, entschied er sich, für Kroatien zu spielen und debütierte am 10. November 2001 in einem Freundschaftsspiel gegen Südkorea für das Nationalteam Kroatiens. Nach dem verletzungsbedingten Ausfall Igor Tudors wurde er in den kroatischen Kader zur Fußball-Weltmeisterschaft 2002 in Japan und Südkorea berufen. Obwohl er in keinem Qualifikationsspiel mitgewirkt hatte, stand er in allen drei Spielen Kroatiens auf dem Platz. Er gehörte in der Folge auch der kroatischen Mannschaft bei der EM 2004, WM 2006, EM 2008 und EM 2012 an.
Am 6. Februar 2013 machte er mit Stipe Pletikosa und Darijo Srna beim 4:0 gegen Südkorea sein 100. Länderspiel.

#### Skandal um die Ustascha-Parole
Nach der geglückten Qualifikation zur WM 2014 am 19. November 2013 sorgte Šimunić für einen Eklat. Der Abwehrspieler nahm sich nach dem 2:0-Sieg im Rückspiel in Zagreb gegen Island das Stadion-Mikrofon und rief in Richtung der Fans im Wechselgesang mit dem Publikum fünfmal „Za Dom – Spremni!“, was auf Deutsch übersetzt „für die Heimat bereit“ bedeutet, die Grußformel der kroatisch-faschistischen Ustascha-Bewegung. Bereits während des Spiels hatten Fans von der Tribüne aus Sprüche wie „Auf geht’s, Ustaschas“ skandiert.
Die kroatische Öffentlichkeit zeigte sich entsetzt von Šimunićs Verhalten, Zeitungen schrieben von einer „Schande“ und dass Šimunić mit seinem Verhalten die Freude über das Erreichen der Endrunde in Brasilien zerstört habe. Šimunić selber verteidigte sein Verhalten damit, dass er „nichts Falsches gemacht“ habe und „seine Heimat“ liebe. Kroatische Medien zitierten ihn mit den Worten „Ich wollte das schon immer mal tun. Und mich kümmert es nicht, ob man mich dafür bestrafen kann.“ Zwei Tage später wurde von der kroatischen Justiz gegen den 36 Jahre alten Profi wegen Aufhetzung zu rassistischem Hass das höchstmögliche Bußgeld von umgerechnet 3270 Euro für dieses Vergehen bei sportlichen Wettbewerben verhängt. Laut Urteilsbegründung sei sich Šimunić der Bedeutung seiner Äußerungen bewusst gewesen. Anschließend leitete der Fußball-Weltverband FIFA ein Disziplinarverfahren gegen Šimunić ein.
Am darauffolgenden Wochenende riefen mehrere tausend Anhänger von Hajduk Split, die Torcida Split, den Ustascha-Gruß beim Heimspiel gegen den NK Osijek im Poljud-Stadion, sowie „Auf geht’s Ustaschas!“. Der Sangesgruß war Šimunić gewidmet. Eine Facebook-Seite zur Unterstützung des Spielers verzeichnete innerhalb der ersten Tage rund 160.000 Anhänger.
Am 12. Dezember 2013 wurde Šimunić von der FIFA-Disziplinarkommission für zehn offizielle Partien des kroatischen Fußballverbandes gesperrt, das Urteil wurde dem kroatischen Verband und dem Spieler vier Tage später mitgeteilt. Die Sperre wurde erst mit dem Beginn der WM-Endrunde wirksam, so dass Šimunić bei dieser nicht spielberechtigt war. Da die kroatische Nationalmannschaft bei der WM bereits nach drei Spielen in der Vorrunde ausschied, galt die restliche Sperre für die nachfolgenden offiziellen Spiele der Verbandsmannschaft. Dies bedeutete auf Grund seines fortgeschrittenen Alters das Ende seiner Karriere in der Nationalmannschaft. Außerdem wurde ihm eine Geldstrafe von 30.000 Schweizer Franken und ein Stadionverbot für die zehn Spiele, für die er gesperrt ist, auferlegt.
Die FIFA-Kommission kam zu dem Schluss, dass durch diese Handlung die Würde von Personen u. a. in Bezug auf Rasse, Religion oder Herkunft verletzt worden sei und somit ein klarer Verstoß gegen die Disziplinarregeln der FIFA vorliege. Nachdem Šimunić mit einer Berufung vor der FIFA-Berufungskommission gescheitert war, legte er Anfang April 2014 beim Internationalen Sportgerichtshof (CAS) Beschwerde ein mit dem Ziel, doch noch an der Weltmeisterschaft teilnehmen zu können. Der CAS wies allerdings die Beschwerde zurück und bestätigte in seinem Urteil vom 12. Mai 2014 in letzter Instanz die von der FIFA getroffenen Sanktionen.
Anfang 2016 erschien ein Dokumentarfilm des kroatischen Regisseurs Jakov Sedlar mit dem Titel Moja voljena Hrvatska (deutsch: Mein geliebtes Kroatien), in dem Šimunić seine Sicht der Dinge, die zu seiner Sperre führten, darstellt und in dem er sich als Opfer innerer und äußerer Feinde Kroatiens sieht. Außerdem kündigte er an, vor dem Europäischen Gerichtshof für Menschenrechte für seine Rehabilitierung kämpfen zu wollen.

## Trainerkarriere
Ab September 2015 war Šimunić Assistenztrainer der kroatischen Nationalmannschaft unter Cheftrainer Ante Čačić bis zu dessen Entlassung im Oktober 2017.
Seit Mai 2019 ist er als Trainer der kroatischen U-18- und U-19-Nationalmannschaften tätig.

## Weiteres
Im Vorrunden-Spiel der WM 2006 gegen Australien bekam er durch einen Irrtum des Schiedsrichters Graham Poll drei gelbe Karten in einem Spiel gezeigt. Der Schiedsrichter hätte Šimunić nach den Regeln schon bei der zweiten gelben Karte durch eine Gelb-Rote Karte des Spielfeldes verweisen müssen. Poll beendete daraufhin nach dem Turnier seine internationale Karriere. In seiner Autobiografie erklärt Poll den Vorfall damit, Šimunićs zweite Verwarnung aufgrund dessen australischen Akzents irrtümlicherweise dem australischen Spieler mit der Rückennummer 3, Craig Moore, zugeordnet zu haben.
Am 11. Oktober 2009 wurde er gemeinsam mit Ivica Križanac vom kroatischen Nationaltrainer Slaven Bilić aus dem Nationalmannschaftskader entfernt, weil er sich mit seinem Mannschaftskameraden Ivica Križanac eine tätliche Auseinandersetzung geliefert haben soll. Šimunić bestritt die Vorwürfe und stand schon am 14. November 2009 wieder in der Startelf Kroatiens im Länderspiel gegen Luxemburg.
Josip Šimunić hat einen Cousin desselben Namens, der als Handballer in der höchsten österreichischen Liga spielte und sein Geld mittlerweile als professioneller Pokerspieler verdient.
Josip Šimunić und seine Ehefrau Christina hatten eine Tochter. Sie verstarb am 1. April 2018 in einer Klinik für Infektionskrankheiten in Zagreb mit vier Jahren an einer kurzen, schweren Krankheit. Sie wurde am 5. April auf dem Mirogoj-Friedhof der Hauptstadt beigesetzt.

## Erfolge
- Kroatische Meisterschaft: 2012, 2013
- Kroatischer Pokal: 2012
- Australischer Meister: 1996

## Auszeichnungen
- Mitglied der VDV 11: 2008/09